# Sauqueville
Sauqueville este o comună în departamentul Seine-Maritime, Franța. În 1 ianuarie 2022 avea o populație de 350 de locuitori.

## Comune vecine
| Offranville          |              |                      |
| Colmesnil-Manneville |              | Tourville-sur-Arques |
| Auppegard            | Manéhouville | Anneville-sur-Scie   |